# Heilig Hartkerk (Mayen)
De Heilig Hartkerk (Duits: Herz Jesu Kirche) is een rooms-katholiek kerkgebouw in de Duitse plaats Mayen in de Vulkaaneifel (Rijnland-Palts). De kerk maakt deel uit van de parochie Mayen van het decanaat Mayen-Mendig in het bisdom Trier. Het neoromaanse kerkgebouw ligt in de onmiddellijke nabijheid van de stadsmuur van Mayen en ten oosten van de Genovevaburcht en werd geheel in middeleeuwse stijl opgetrokken. De kerk is tegenwoordig een beschermd monument.

## Geschiedenis

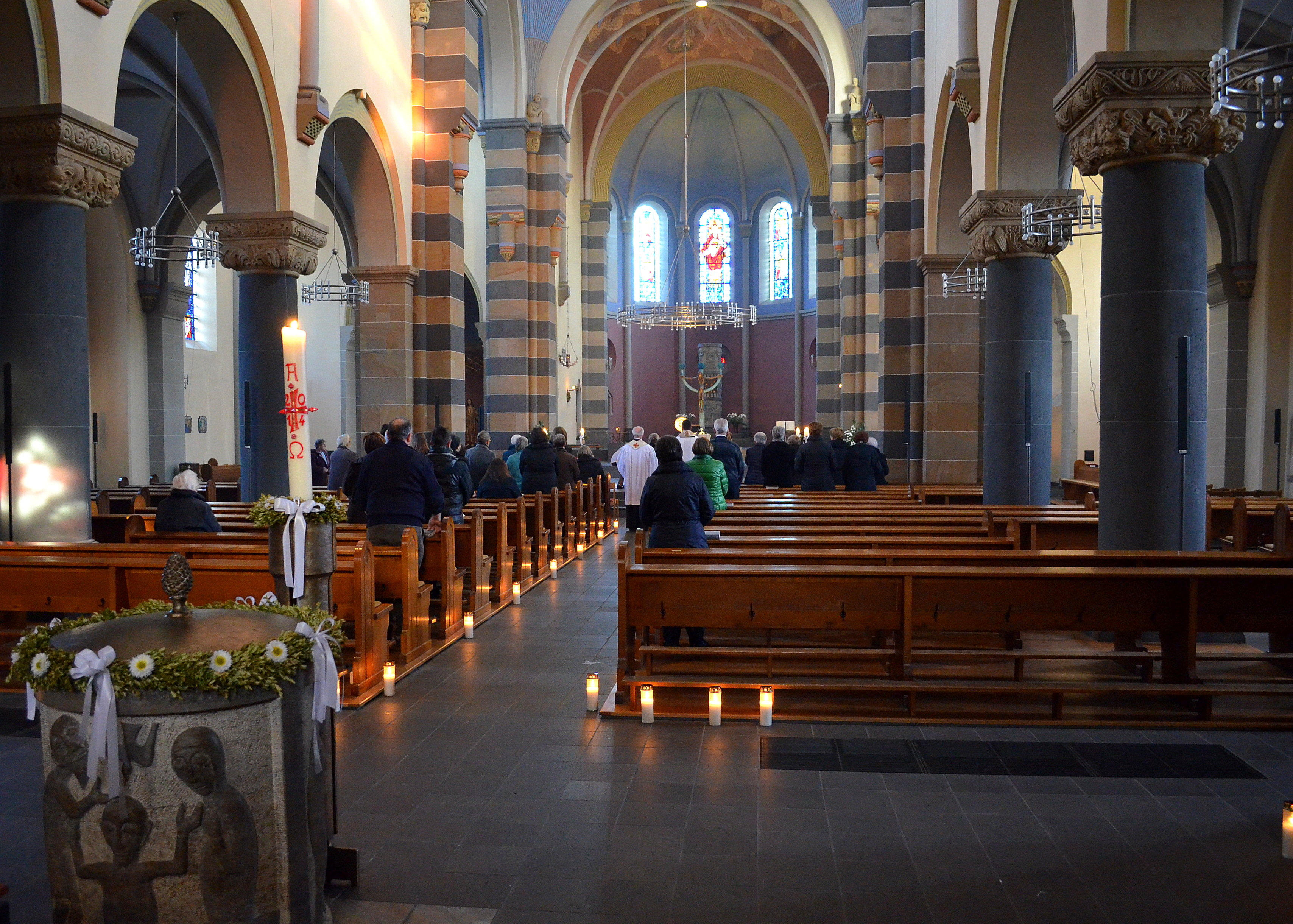
Heilig Hartkerk - interieur

Een groeiende katholieke gemeenschap maakte rond de eeuwwisseling ter aanvulling van de bestaande Sint-Clemenskerk de bouw van een nieuwe kerk noodzakelijk. De bouw vond in de jaren 1911-1912 plaats naar een ontwerp van de architect Caspar Clemens Pickel, een architect die zich in Duitsland voornamelijk verdienstelijk maakte met kerkenbouw.
In de Tweede Wereldoorlog werd de Heilig Hartkerk op 2 januari 1945 grotendeels verwoest. Alleen de klokkentoren, het koor en de vieringtoren bleven staan. De herbouw van de kerk vond plaats in 1952 in de oorspronkelijke vorm onder leiding van de architect Weschbach. In 1959 werd de tweede, linker klokkentoren gebouwd die voor de oorlog overigens nog niet gerealiseerd was. Beide torens zijn 43 meter hoog en vormen twee van de in totaal vijf torens van de als basiliek gebouwde kerk.
Het interieur van de kerk is ruim 50 meter lang en 29 meter breed. Het middenschip is 15 meter hoog.
In de jaren 1995-2001 werd de Heilig-Hartkerk grondig gerestaureerd. Aansluitend werd het eveneens het interieur gerenoveerd. Het altaar werd meer naar het midden van de kerk verschoven, de kerk kreeg een nieuwe beschildering en de eenvoudige naoorlogse vensters werden vervangen door nieuwe vensters van de kunstenaar Jakob Schwarzkopf.